# Tomasz Łapiński
Tomasz Łapiński (ur. 1 sierpnia 1969 w Łapach) – polski piłkarz występujący na pozycji obrońcy, reprezentant Polski, srebrny medalista olimpijski z Barcelony, dwukrotny mistrz Polski z Widzewem Łódź, uznawany za jednego z najlepszych obrońców w Polsce lat 90. Po zakończeniu kariery fotograf, pisarz, a także ekspert i komentator piłkarski w wielu stacjach telewizyjnych.

## Życiorys
Swoją karierę rozpoczynał w sezonie 1986/1987 występując w zespole Pogoni Łapy. Następnie przeniósł się do Widzewa Łódź, w którym grał 12 lat. Grając w łódzkiej drużynie święcił swoje największe sukcesy. Walnie przyczynił się do zdobycia dwóch tytułów mistrzowskich (1996 i 1997) i Superpucharu Polski. Był członkiem reprezentacji młodzieżowej, która sięgnęła po wicemistrzostwo olimpijskie w Barcelonie w 1992. Regularnie grał w reprezentacji Polski, w której wraz z Jackiem Zielińskim tworzył bardzo zgrany duet obrońców. Od wiosny 2000 stał się zawodnikiem Legii Warszawa, w której nie potrafił odnaleźć formy z czasów gry w Widzewie. Kolejne lata to okres gry w Piotrcovii Piotrków Trybunalski. Przed sezonem 2004/2005 przeniósł się do Mazowsza Grójec. Karierę zakończył w 2005 roku.
W reprezentacji Polski rozegrał 36 spotkań w latach 1992-1999.
Po zakończeniu kariery sportowej zajął się fotografiką, w szczególności jej odmianą zwaną fotografią uliczną. Studiował w Warszawskiej Szkole Fotografii. Obecnie odpowiada za kontakty z kibicami w Widzewie Łódź.
27 lutego 2019 zadebiutował swoją powieścią Szmata. Gdy piłka nożna staje się przekleństwem, wydaną przez wydawnictwo SQN. W wywiadzie udzielonym przed jej premierą, przyznał, iż rozpoczął prace nad inną powieścią, niezwiązaną z tematyką sportową.

## Twórczość
- Szmata. Gdy piłka nożna staje się przekleństwem, Kraków: SQN, 2019, ISBN 978-83-8129-407-2